# 斯克倫 (紐約州)
斯克倫（英語：Schroon）是一個位於美國紐約州艾塞克斯縣的鎮。

## 人口
根據2020年美國人口普查的數據，斯克倫的面積為366.24平方千米，當中陸地面積為343.64平方千米，而水域面積為22.60平方千米。當地共有人口1880人，而人口密度為每平方千米5人。